# Geodia megastrella
Espèce
Geodia megastrella est une espèce d'éponges de la famille des Geodiidae présente dans l'Océan Atlantique nord.

## Taxonomie
L'espèce est décrite par Henry John Carter en 1876.
Synonyme
- Geodia megastrella var. laevispina Carter, 1876